# Unione Sportiva Pro Vercelli 1984-1985
Questa pagina raccoglie le informazioni riguardanti l'Unione Sportiva Pro Vercelli nelle competizioni ufficiali della stagione 1984-1985.

## Rosa
| N. |                   | Ruolo | Calciatore            |
| -- | ----------------- | ----- | --------------------- |
|    | Italia (bandiera) | D     | Roberto Barbero       |
|    | Italia (bandiera) | P     | Giovanni Bidese       |
|    | Italia (bandiera) | C     | Fabrizio Confalonieri |
|    | Italia (bandiera) | D     | Giuseppe Cristiano    |
|    | Italia (bandiera) | A     | Eufemio Cusano        |
|    | Italia (bandiera) | D     | Attilio Fait          |
|    | Italia (bandiera) | C     | Angelo Frigerio       |
|    | Italia (bandiera) | A     | Giovanni Gino         |
|    | Italia (bandiera) | C     | Gianluca Leone        |

| N. |                   | Ruolo | Calciatore          |
| -- | ----------------- | ----- | ------------------- |
|    | Italia (bandiera) | D     | Claudio Olivieri    |
|    | Italia (bandiera) | P     | Maurizio Passaretta |
|    | Italia (bandiera) | C     | Stefano Piccini     |
|    | Italia (bandiera) | C     | Filippo Piccolotti  |
|    | Italia (bandiera) | D     | Igino Re            |
|    | Italia (bandiera) | C     | Fabrizio Riberto    |
|    | Italia (bandiera) | C     | Sergio Riccardino   |
|    | Italia (bandiera) | A     | Aldo Tascheri       |
|    | Italia (bandiera) | D     | Domenico Tumelero   |

## Risultati

### Campionato

#### Girone di andata
| 23 settembre 1984 1ª giornata | Pro Vercelli | 2 – 0 | Pievigina |  |

| 30 settembre 1984 2ª giornata | Pro Patria | 2 – 1 | Pro Vercelli |  |

| 7 ottobre 1984 3ª giornata | Pro Vercelli | 0 – 1 | Novara |  |

| 14 ottobre 1984 4ª giornata | Pordenone | 0 – 0 | Pro Vercelli |  |

| 21 ottobre 1984 5ª giornata | Pro Vercelli | 2 – 2 | Rhodense |  |

| 23 ottobre 1984 6ª giornata | Omegna | 2 – 2 | Pro Vercelli |  |

| 4 novembre 1984 7ª giornata | Pro Vercelli | 0 – 0 | Ospitaletto |  |

| 11 novembre 1984 8ª giornata | Montebelluna | 0 – 1 | Pro Vercelli |  |

| 18 novembre 1984 9ª giornata | Mestre | 1 – 1 | Pro Vercelli |  |

| 25 novembre 1984 10ª giornata | Pro Vercelli | 2 – 1 | Virescit Bergamo |  |

| 2 dicembre 1984 11ª giornata | Gorizia | 0 – 0 | Pro Vercelli |  |

| 9 dicembre 1985 12ª giornata | Pro Vercelli | 1 – 0 | Fanfulla |  |

| 16 dicembre 1984 13ª giornata | Pro Vercelli | 1 – 1 | Trento |  |

| 23 dicembre 1984 14ª giornata | Mantova | 2 – 1 | Pro Vercelli |  |

| 6 gennaio 1985 15ª giornata | Pro Vercelli | 1 – 0 | Venezia |  |

| 13 gennaio 1985 16ª giornata | Pergocrema | 1 – 1 | Pro Vercelli |  |

| 20 gennaio 1985 17ª giornata | Pro Vercelli | 0 – 0 | Mira |  |

#### Girone di ritorno
| 3 febbraio 1985 18ª giornata | Pievigina | 1 – 1 | Pro Vercelli |  |

| 10 febbraio 1985 19ª giornata | Pro Vercelli | 1 – 0 | Pro Patria |  |

| 17 febbraio 1985 20ª giornata | Novara | 4 – 1 | Pro Vercelli |  |

| 24 febbraio 1985 21ª giornata | Pro Vercelli | 0 – 0 | Pordenone |  |

| 3 marzo 1985 22ª giornata | Rhodense | 1 – 1 | Pro Vercelli |  |

| 10 marzo 1985 23ª giornata | Pro Vercelli | 2 – 1 | Omegna |  |

| 17 marzo 1985 24ª giornata | Ospitaletto | 3 – 0 | Pro Vercelli |  |

| 24 marzo 1985 25ª giornata | Pro Vercelli | 1 – 0 | Montebelluna |  |

| 6 aprile 1985 26ª giornata | Pro Vercelli | 0 – 2 | Mestre |  |

| 14 aprile 1985 27ª giornata | Virescit Bergamo | 3 – 0 | Pro Vercelli |  |

| 21 aprile 1985 28ª giornata | Pro Vercelli | 0 – 0 | Gorizia |  |

| 9 maggio 1985 29ª giornata | Fanfulla | 1 – 0 | Pro Vercelli |  |

| 12 aprile 1985 30ª giornata | Trento | 2 – 0 | Pro Vercelli |  |

| 19 maggio 1985 31ª giornata | Pro Vercelli | 1 – 0 | Mantova |  |

| 25 gennaio 1985 32ª giornata | Venezia | 1 – 1 | Pro Vercelli |  |

| 2 marzo 1985 33ª giornata | Pro Vercelli | 3 – 0 | Pergocrema |  |

| 9 giugno 1985 34ª giornata | Mira | 1 – 4 | Pro Vercelli |  |